# レッドホーン
レッドホーン (RED HORN) は、玩具メーカータカラトミー（旧トミー）が展開する『ゾイド』シリーズに登場する架空の兵器。本記事では各種派生機の概要も記載。

## 概要
『ゾイド』シリーズにおいては第一期シリーズ（1983～1990年）から登場した。第二期シリーズ（1999～2006年）においても各種メディアミックスで登場する。
初出は1984年の玩具商品となるが、これは「メカ生体ゾイド」を立ち上げたトミーの当時の若手社員3人によるゾイドチームが、初めて完全にオリジナル設計した電動モーター式のゾイドである。それまでに発売されていたゾイドは、メカ生体ゾイドが始まる前年にトミーのアメリカ法人が当時企画していた「ZOIDS」の日本展開である「メカボニカ」の流用やアレンジであった。そのため、駆動モーターの入っている動力ユニットであるメカボックスから新しく作り上げられた最初のゾイドがレッドホーンであり、この設計がサーベルタイガー（セイバータイガー）を始めその後のゾイド開発にも繋がることを踏まえて、ゾイドの生みの親と呼ばれる徳山光俊は「一番僕の思い出に残っているゾイドは、このレッドホーンかもしれない」と語った。
デザイン
初期の設定画においては手足やボディを直線的に、頭部を曲線でまとめたものも存在した。また、背部には大型の単装砲を備えていた。

## 設定解説
| レッドホーン RED HORN | レッドホーン RED HORN |
| --------------------- | --- |
| 番号                  | EPZ-001（ゼネバス帝国） EZ-004（ガイロス帝国） |
| 所属                  | ゼネバス帝国 ガイロス帝国、突撃隊 |
| 分類                  | スティラコサウルス型 恐竜型 |
| ロールアウト          | ZAC2030年 |
| 配備数                | 3500機(ガイロス帝国軍、ZAC2100年秋時点) |
| 全長                  | 20.8m |
| 全高                  | 7.6m |
| 全幅                  | 7.2m |
| 重量                  | 94t |
| 最高速度              | 130km/h |
| 乗員人数              | 3名 |
| 武装（旧）            | 大口径三連電磁突撃砲 接近戦用ビーム砲×2 連装突撃ビーム砲×2 高速キャノン砲×2 中口径加速ビーム連装対空砲 全天候自己誘導ミサイルランチャー 高圧濃硫酸噴射砲 グレートランチャー×4 発煙弾発射機×4 大型赤外線・レーザーサーチライト 全天候3Dレーダー 高性能前方監視レーダー 偵察用カプセル |
| 武装（新）            | クラッシャーホーン 地対地ミサイルポッド 対ゾイド3連装リニアキャノン 高圧濃硫酸噴射砲 80mm地対空2連装ビーム砲 TEZ20mmリニアレーザーガン×2 AEZ20mmビームガン×2 全天候3Dレーダーアンテナ×4 複合センサーユニット 赤外線レーザーサーチャー |
| 武装（HMM）           | クラッシャーホーン バイトファング 対ゾイド3連装リニアキャノン 80mm地対空2連装ビーム砲 連装突撃ビーム砲×2 地対地ミサイルポッド 4連マルチミサイルランチャー×2 マルチランチャー×4 TEZ20mmリニアレーザーガン×2 AEZ20mmビームガン×2 高圧濃硫酸噴射砲 複合センサーユニット 赤外線レーザーサーチャー センサーユニット レーダーユニット 冷却ユニット×2 スパイクプレート×4 ショック吸収スキッド ドライバーズコックピット ガンナーコックピット×2 ウェポン・プラットホーム |
| 主な搭乗者            | ガンビーノ（ヒストリー・オブ・ゾイド） ゼネバス帝国一般兵 マクレガー ガイロス帝国一般兵 レディ・コーラル（バトルストーリー） ロッソ（ゾイド -ZOIDS-） |

第1期シリーズ～『ゾイドバトルストーリー』におけるレッドホーン
ゼネバス帝国軍が開発した「動く要塞」の異名を持つ重装備・重装甲のスティラコサウルス型大型ゾイド。元来は大人しい気性で、帝国軍パイロットの命令に従い勇敢に戦う。中央大陸戦争初期からの機体としてZAC1980年には既に運用が行われていたが、ZAC2029年のグローバリー三世号不時着後には冒険商人ランドバリーの協力を得て改修措置が施された。また、ZAC2030年にロールアウトしたともされている。
装甲は特殊鋼で作られている。また、機体色の赤い塗装は、あえて目立つことで敵を威嚇する目的のために施されたものとされている。また、エレクトロニクスも充実し、電子戦に耐用するスペックも持つ。
ゼネバス帝国時代の機体（EPZ-001 レッドホーン）は、中央大陸戦争初期における唯一の対ゴジュラス用ゾイドとされていた。また、対ゴジュラス用兵器として開発され、中央大陸戦争全期を通して帝国装甲師団の中核を担ったゾイドともされている。この時代のレッドホーンは戦力比にしてヘリック共和国軍のビガザウロとは1:10、ゴルドス、ゾイドマンモスとは1:3の優位性を誇るが、ゴジュラスに対しては3:1と劣勢となっていた。ガイロス帝国軍でもダークホーンへ改修されて第一線で運用が続けられた。
ZAC2056年の惑星Zi大異変以降、ガイロス帝国で運用されている機体（EZ-004 レッドホーン）はエンジン・装備に細かい改装が施されている。これはダークホーンに赤い塗装を施し改修したもので、ゼネバス帝国時代の機体とは装甲・出力ともに別物となっている、
発展性を考慮した基礎設計がなされていることから改造機も多く製作された。その完成度の高さは、70年以上に渡って主力ゾイドの座にあり続けていることは驚異的と評されており、全大型ゾイド中、最大の生産台数を誇った。
『ZOIDS concept art』におけるレッドホーン
作中の登場勢力の一つである武装軍事勢力が地球船『G3』から伝来した技術によって改装されたゾイドの中に、レッドホーンが確認できる。また、武装軍事勢力が帝国軍へと切り替わった後は、その主力機とされている。
また、武装軍事勢力時代の主力機として「STYRACOSAURUS」というプロトタイプゾイドも登場している。

『HMM （ハイエンドマスターモデル）』におけるレッドホーン
こちらの設定では、ゴジュラスとゴドスの脅威に対抗すべく、対ゴルドス、対マンモス用として開発されていた機体を転用し、対ゾイドゴジュラス用よりも機甲師団の主力として完成したゾイドとしている。

### 武装・装備
（旧）は中央大陸戦争時代（第一期シリーズ）の呼称。（新）は第二次大陸間戦争時代（第二期シリーズ）の呼称。
大口径三連電磁突撃砲（旧） / 対ゾイド3連装リニアキャノン（新）
背部に装備される。電磁突撃砲は特殊磁場発生装置によって電磁衝撃波を発射し、敵を攻撃する兵装となる。
同部位の装備は、第二次大陸間戦争時（第二期シリーズ）にはリニアキャノンへと変更されている。
接近戦用ビーム砲（旧） / TEZ20mmリニアレーザーガン（新）
後脚に装備される。接近戦用の装備であり、後方・側面の攻撃や小型ゾイドへの対処に用いられる。
連装突撃ビーム砲（旧） / 全天候3Dレーダーアンテナ（新）
頭部のネックフリル部に存在する装備（ホーンレット）。中央大陸戦争時代においてはビーム砲が搭載され、突撃前に頭部を下げて敵機を砲撃する兵装として機能した。その威力は小型ゾイドを一撃で撃破する。
なお、同部位の装備は第二次大陸間戦争時代（第二期シリーズ）においてはレーダーアンテナへと変更されている。
高速キャノン砲（旧） / AEZ20mmビームガン（新）
尾部先端に装備。レッドホーンの他、サーベルタイガー（セイバータイガー）、デスザウラー、ディメトロドンといった幾つかの帝国ゾイドに採用された装備。
赤外線レーザーサーチライトと連動し、夜間の戦闘で重宝される。
中口径加速ビーム連装対空砲（旧） / 80mm地対空2連装ビーム砲（新）
背部に装備される。飛行ゾイドとの接近戦時に使用される兵装で、回転によって角度を変更し全方位に対して攻撃が行える。
全天候自己誘導ミサイルランチャー（旧） / 地対地ミサイルポッド（新）
大口径三連電磁突撃砲（対ゾイド3連装リニアキャノン）の上部に設置される。レーダーで自動補足した敵機に攻撃する。
高圧濃硫酸噴射砲
顎部に装備される。霧状の硫酸を発射し、敵ゾイドの装甲を溶解させる。
グレートランチャー（旧）
脚部に存在する突起の上段部に配置される。
『HMMレッドホーン』においては後述の発煙弾発射機とともに外付け式の「マルチランチャー」として一纏めになっており、発煙弾や対人散弾、榴弾を切り替え可能としている。
発煙弾発射機（旧）
脚部に存在する突起の下段部に配置される。
排気口（旧）
背部に二基装備する。
大型赤外線・レーザーサーチライト（旧） / 赤外線レーザーサーチャー（新）
背部側面に装備される。
全天候3Dレーダー（旧） / 複合センサーユニット（新）
背部側面に装備される。上空の敵を補足し、対空攻撃を補助する。
高性能前方監視レーダー（旧）
角部に搭載される。設置個所は角の下部となる。
偵察用カプセル（旧）
背部に装備される。偵察用の小型ビークルとして機能する。敵の位置を正確に掴む任務などで使用され、本体から分離し飛行可能。
クラッシャーホーン（新）
鼻先の角。これを生かした突撃は砦などの制圧において威力を発揮する

## キット
タカラトミー版
EPZ-001 レッド・ホーン
1984年9月発売。単三電池2本で稼動し、歩行に加えて中口径加速ビーム連装対空砲が回転、そして頭蓋ごと上顎が動いて口を開閉する連動ギミックを有する。手動ギミックはコクピットハッチの開閉（頭部・前ヒンジ）および各火器の旋回。
本機に採用されたメカボックスはその後の電動モデルに広く採用され、ギルベイダーやライガーゼロにまで受け継がれた。他にも小火器群をまとめたランナーは帝国大型共通武器セットとしてディメトロドン、デスザウラー、サーベルタイガー(セイバータイガー)に流用された。
EZ-004 レッドホーン
1999年8月発売。このキット以降、単三電池一本の稼働方式へと変更された。成型色も変更された。
グリーンホーン
2002年12月発売。成型色以外はレッドホーンと同一の形状。
2005年恐竜博 DLZ-02 レッドホーン
2005年3月に開催された恐竜博の限定商品。
レッドホーン クリアーバージョン
2001年10月～2002年1月にかけて展開した『Z-POINT』キャンペーンにおいて、抽選200名に配布された全身透明のキット。
『ゾイドジェネレイションズ』においては「レッドホーンホロテック」として登場した。
DPZ-10 ダーク・ホーン
1989年6月発売。ガトリング砲以外のパーツは成型色を変更したレッドホーンと同様のものが一式同梱する。黒いレッドホーン装備にすることも可能。回転する加速ビーム砲座に替えてスプリングを延長軸として接続し、ガトリング砲を回転させている。スプリングの弾力と機構部の摩擦によってガトリング砲身は断続回転する。
特別限定仕様 ダークホーン
2001年8月発売。蓄光パーツはオミットされ単純な黄緑色の成形色パーツに差し替えられている。
スペシャルエディション ダークホーン
2004年9月発売。ゾイドフューザーズの展開に合わせ、サベージ・ハンマーのマーキングシールも付属。
クリムゾンホーン
本体はほぼレッドホーンの流用。頭部と背部の武装ユニットが新規の物になっている。レッドホーンとしてのパーツもそのまま付属しているため、『レッドホーン・カスタム』と呼ばれる色違いのレッドホーンとしても組み立てることが可能。
HMM（ハイエンド・マスターモデル）シリーズ
EZ-004 レッドホーン
2010年2月発売のHMMシリーズ第17弾。ガイロス帝国仕様機として商品化された。
最初期の大型ゾイドであることを示す独自の解釈としてコックピット部分に小型ゾイド用の共通コックピットモジュールを採用した二重構造となっている。また、オープントップ式だった尻尾の後方警戒席は背部のガンナーシートと同じキャノピー式の小型ビークルに変更されている。その他、四肢付け根の埋込型だった二連装ランチャーが外付になり、腹部ミサイルランチャーの開閉や足の爪が可動するギミックが追加されている。
DPZ-10 ダークホーン
2010年9月発売のHMMシリーズ第21弾。レッドホーンの成型色変更+追加ランナーで商品化された。
パッケージイラストの背景にはデッド・ボーダーや、本機に撃破されたと思しきレッドホーンも描かれている。なお、レッドホーンには地球の文字で「Don't paint it Black！」と書かれている。
デザインアレンジは、本機の顔というべきガトリングガンの砲身が先に商品化されたセイバータイガー シュバルツ仕様からの流用。HMM独自仕様として、両頬にサーチライトが追加されている。デカールに付属するガイロス帝国の国章は設定に合わせて暗黒軍時代の物が採用された。
無改造でガトリングを含む主砲塔ユニットを左右反転形に組み替えて2基並列に装着可能で、2セットがあればダークホーンWBのような装備構成も行える(ただし、同機は角部形状も異なるため、該当部位を変更しなければ完全再現には至らない)。2015年8月には主砲塔一式入りのカスタマイズパーツ、ビームガトリングセットが発売された。
DPZ-10 ダークホーン ハリースペシャル
2012年4月発売。アニメ劇中仕様を再現、新規造型のビームランチャーと胴体両脇の高機動スラスターが追加され、さらにノーマルとの違いとして頭部の衝角が2本となり、尻尾のサブコクピットが排除されている。
グリーンホーンAB
2023年10月発売のHMMシリーズ第57弾。レッドホーンの成型色変更・新規造型パーツにアタックブースターの追加で商品化された。
レッドホーン、ダークホーンにあった背部と尾部のガンナーコクピットを廃止。差し替えで通常のグリーンホーンにすることも可能。

## 作中の活躍

### HISTORY OF ZOIDS
ZAC1980年のレッドリバーの戦いに参戦していた。地球人来訪後は、ミサイルを追加装備される場面も存在する。

### 戦闘機械獣のすべて
ZAC2032年に行われたアルダンヌの森の戦いでは突撃や硫酸砲で作った傷口に集中攻撃するなどの戦法で善戦するも、最終的にはゴジュラスに撃破されている。

### バトルストーリー
ゾイドバトルストーリー（小学館）
『ゾイドバトルストーリー』1巻においては、ZAC2030年に発生した戦いにおいてゴジュラス圧倒されている。帝国軍は真の対ゴジュラス用ゾイドであるアイアンコングが開発されるまで、後述する改造機などで戦線をしのいだ。また、ZAC2035年にゴジュラスが帝国基地に偵察を行った際は迎撃ゾイドとして登場し、撃破されている。
『ゾイドバトルストーリー2』においては、ZAC2041年のドクロ岩近辺の戦いで小型ゾイドやアタックゾイドを擁する部隊「ブルーパイレーツ」の奇策を受け、底なし沼や橋からの転落によって幾つかの機体が撃破された。
『ゾイド公式ファンブック』（小学館）
『ゾイド公式ファンブック』1巻においては、ZAC2099年6月～8月の開戦時ではガイロス帝国ゾイドの中でも最も目覚ましい活躍を見せた。しかし、その後共和国軍がシールドライガーを投入したことから快進撃は止まっている。
『ゾイド公式ファンブック3』では、ZAC2100年9月にはウルトラザウルス・ザ・デストロイヤーのウルトラキャノン砲の砲撃を受けたノーマルレッドホーンも見受けられた。

### アニメ
『ゾイド -ZOIDS-』では第4話からデザルト・アルコバレーノのロッソ搭乗機が登場して以降、帝国サイドの多くの人物が運用している。第7話ではダークホーンも登場し、第51話では同装備かつノーマルカラーのレッドホーンBGも登場。シールドライガーやコマンドウルフの火器を弾き返し小揺るぎもしない重装甲ぶりも見せた。
しかし、もっぱらやられ役扱いで、ゴジュラスのキャノン砲の一撃にモルガごと吹き飛ばされたり、バンのシールドライガーのシールドアタックやブレードライガーのブレードアタックの前には交戦した機体全てが敗れている。

### ゲーム
最初期の『ゾイド 中央大陸の戦い』（1987年9月発売）から『ZOIDS FIELD OF REBELLION』（2017年4月配信）までの主要なゾイドゲームのほとんどに登場している。

### 漫画
おちよしひこ作『ゾイド』で登場。帝国軍のコントロール装置によって不本意な戦いをしており、ゴジュラスと交戦した。その最中にコントロール装置が破損し、ゴジュラスに味方している。

## バリエーション

### レッドホーン アーリーモデル
| レッドホーン アーリーモデル | レッドホーン アーリーモデル |
| --------------------------- | --------------------------- |
| 所属                        | ゼネバス帝国                |
| 分類                        | スティラコサウルス型        |

ゾイドコアボックス付属「Ziヒストリーファイル」に掲載。地球人技術が導入される以前のレッドホーン。コクピットがキャノピー式であるなど、各部形状は改修後のレッドホーンと異なる。

### ブルスタイン
| ブルスタイン | ブルスタイン |
| ------------ | ------------ |
| 所属         | ゼネバス帝国 |
| 分類         | ウシ型       |
| 全長         | 21m          |
| 重量         | 144t         |

ゾイドバトルストーリー1巻に登場した改造レッドホーンの一つ。背中にドリルを装備。本来、土木用だったが突進力を買われて突撃戦用ゾイドとして前線に投入された。

### バーナス
| バーナス   | バーナス             |
| ---------- | -------------------- |
| 所属       | ゼネバス帝国         |
| 分類       | スティラコサウルス型 |
| 全長       | 21m                  |
| 重量       | 114t                 |
| 主な搭乗者 | ムザン・ザムザ       |

ゾイドバトルストーリー1巻に登場した改造レッドホーンの一つ。背中に火炎放射器を装備。洞窟や森林の敵を焼き払う任務に従事する。
初出は『小学三年生』1985年1月号。

### ゴーラス
| ゴーラス   | ゴーラス             |
| ---------- | -------------------- |
| 所属       | ゼネバス帝国         |
| 分類       | スティラコサウルス型 |
| 主な搭乗者 | ビレツ・ザムザ       |

『小学三年生』1985年1月号に掲載。バーナスとは逆に冷凍砲を装備したタイプ。口から吐く冷凍ガスで相手を凍らせる。背部に冷凍ガスタンクを装備。

### トルネドス
| トルネドス | トルネドス           |
| ---------- | -------------------- |
| 所属       | ゼネバス帝国         |
| 分類       | スティラコサウルス型 |
| 主な搭乗者 | ゲキド・ザムザ       |

ターボローターを装備したタイプ。このローターで突風を巻き起こしたり、毒ガスを放出する恐るべき力を発揮する。
ゴーラスともども「バトルストーリー」1巻では未登場だが、学年誌「小学三年生」1985年1月号掲載時では上述のバーナス、ゴーラスと含めて帝国軍ザムザ三兄弟の専用機として設定されていた。

### デストローラー
| デストローラー | デストローラー |
| -------------- | -------------- |
| 所属           | ゼネバス帝国   |
| 全長           | 24m            |
| 重量           | 120t           |

ゾイドバトルストーリー1巻に登場した改造レッドホーンの一つ。地雷原を突破するために開発された地雷処理仕様。地雷を押し潰すためのキャッチワイヤーとローラーが装備されており、それを利用して小型ゾイドを撃破することも可能。帝国軍・メツラー親衛隊に配備されている。

### ロング・レッグ・サリー
| ログ・レッグ・サリー | ログ・レッグ・サリー |
| -------------------- | -------------------- |
| 所属                 | ゼネバス帝国         |
| 分類                 | スティラコサウルス型 |

ゾイドバトルストーリー2巻に登場した改造レッドホーンの一つ。城壁の上の敵陣地を攻略するため、脚部が延長されている。ZAC2044年、共和国首都の城壁を破る戦いに参加した。
初出は「小学三年生」1987年12月号。

### レッドホーン突撃強行型
| レッドホーン突撃強行型 RED HORN ASSAULT TYPE | レッドホーン突撃強行型 RED HORN ASSAULT TYPE |
| -------------------------------------------- | -------------------------------------------- |
| 所属                                         | ゼネバス帝国                                 |
| 武装                                         | 88ミリパルサーカノン                         |

『HISTORY OF ZOIDS』『戦闘機械獣のすべて』に掲載された改造レッドホーン。
従来のレッドホーンの2倍の厚みと10倍以上の強度を持つ合金からなる装甲を持ち、ゴジュラスの主砲を近距離で受けてもビクともしない防御力を誇る。また、2門装備された88ミリパルサーカノンでゴジュラス級の重装甲ゾイドを一撃で大破させる破壊力から戦場では「ビッグスナイパー（巨大な狙撃者）」の異名で恐れられていた。しかし、パルサーカノンはその出力の高さからエネルギー消費とパワーコントロールの複雑さに課題を残し、初期試作機3台が作られたのみで量産計画は打ち切られることとなった。
ゲーム『ゾイド -ZOIDS- 邪神復活!〜ジェノブレイカー編〜』では「アサルトホーン」の名称で登場する。

### レッドホーン強行突撃型
電撃ホビーマガジン2002年3月号掲載。頭部に取り付けられたストレートクラッシャーホーンによって敵を突き刺し高圧電流を流し、その機能を停止させる。また、機体剛性を高めるため増加装甲が取り付けられている。デザイン画では背部にマシンガンと4連ランチャーも装備。商品化されなかったカスタマイズパーツのアイデアスケッチの一つ

### レッドホーンBL
| レッドホーンBL | レッドホーンBL |
| -------------- | --- |
| 所属           | ガイロス帝国 |
| 分類           | 恐竜型 |
| 武装           | クラッシャーホーン ビームランチャー 対ゾイド3連装リニアキャノン 80mm地対空2連装ビーム砲 地対地ミサイルポッド 高圧濃硫酸噴射砲 全天候3Dレーダーアンテナ 複合センサーユニット 赤外線レーザーサーチャー |

『ZOIDS2 ヘリック共和国VSガイロス帝国』に登場するビームランチャー装備タイプのレッドホーン。ゲームでは、通常のレッドホーンに「ビームランチャーセット」で改造することで誕生する。通常仕様レッドホーンと後述のレッドホーンMk-IIの中間となる仕様。

### レッドホーンMk-II
| レッドホーンMk-II | レッドホーンMk-II |
| ----------------- | --- |
| 所属              | ガイロス帝国 |
| 分類              | 恐竜型 |
| 武装              | クラッシャーホーン ビームランチャー 対ゾイド3連装リニアキャノン 80mm地対空2連装ビーム砲 地対地ミサイルポッド 高圧濃硫酸噴射砲 AZ対空ミサイル レーザーセンサー 全天候3Dレーダーアンテナ 複合センサーユニット 赤外線レーザーサーチャー |

『ZOIDS2 ヘリック共和国VSガイロス帝国』に登場するバリエーション機体。レッドホーンBLに対空ミサイルを追加している。ゲームでは、レッドホーンBLに「ミサイルセット」を適用して改造する。

### レッドホーンSS
| レッドホーンSS | レッドホーンSS |
| -------------- | --- |
| 所属           | ガイロス帝国 |
| 分類           | 恐竜型 |
| 武装           | クラッシャーホーン 80mm地対空2連装ビーム砲 2連装パルスレーザーガン AZ対空ミサイル / 誘導ミサイル 高圧濃硫酸噴射砲 ウイングブースター・高機動スラスター / ウイングベース 全天候3Dレーダーアンテナ 複合センサーユニット 赤外線レーザーサーチャー ビーム砲座 |

レッドホーンの背中にウイングベースや2連装パルスレーザーガンなどを装着した機体。レッドホーンを全面改良しており、高機動タイプと言われる。この名称はゲーム『ZOIDS2 ヘリック共和国VSガイロス帝国』登場時のもので、『ゾイド -ZOIDS- 邪神復活!〜ジェノブレイカー編〜』では「レッドホーン2」となっている。
外観は「帝国側大型メカ用改造セット」（および「帝国側大型メカ用NEW改造セット」）のパッケージに掲載されたウイングベース装着例のレッドホーンを元としている。

### 夜間戦闘用
| レッドホーン 夜間戦闘用 | レッドホーン 夜間戦闘用                                                                   |
| ----------------------- | ----------------------------------------------------------------------------------------- |
| 所属                    | ゼネバス帝国                                                                              |
| 分類                    | スティラコサウルス型                                                                      |
| 武装・装備              | 長射程電磁砲 ミサイルポッド×2 夜間用レーダー 赤外線ライト サイレン発生器×2 赤外線ライト×2 |

『HISTORY OF ZOIDS』および「EPZ-001 レッド・ホーン」パッケージに掲載されたバリエーション。機体色が黒色となり、背部の装備は夜間戦闘用レーダーや長射程電磁砲に変更された。鼻部左右と背部には赤外線ライト、頬部左右にはサイレン発生器を持つ。

### 親衛隊用レッドホーン
| 親衛隊用レッドホーン | 親衛隊用レッドホーン |
| -------------------- | -------------------- |
| 所属                 | ゼネバス帝国         |
| 分類                 | スティラコサウルス型 |

「EPZ-001 レッド・ホーン」パッケージに掲載されたバリエーション。皇帝直属の親衛隊機で、皇帝の警護や首都防衛、皇帝に対する反逆者の逮捕も任される。外観は機体色がアイボリーホワイト基調に変更された点を除けば、ノーマルとの差はない。

### 皇帝専用レッドホーン
| 皇帝専用レッドホーン | 皇帝専用レッドホーン |
| -------------------- | -------------------- |
| 所属                 | ゼネバス帝国         |
| 分類                 | スティラコサウルス型 |
| 搭乗者               | ゼネバス             |

『HISTORY OF ZOIDS』に掲載されたバリエーション。ゼネバス皇帝の専用機。通常タイプにくらべ装甲が強化され、コクピットは作戦指令室としての役割を持つ。機体色はアイボリーホワイトまたはシルバーとされ、ノーマル機とは腹部の装甲パーツ形状が異なる。

### レッドホーン長距離砲撃型（タイプ）
漫画『機獣新世紀・ZOIDS』に登場。3連装リニアキャノンに代わって2連式の長砲身カノン砲を装備。フリル部の兵装は火器となっている。また、操縦席は複座式である。コミックス2巻では帝国製の最新式のリニアレールガンを装備。これは特殊合金製の弾丸を秒速5キロメートルで発射可能だが、冷却に丸一日を必要とする（ただし、作中では損壊を覚悟で二射目を発射している）。しかしバンとジーク、シールドライガーの前に敗北し、機体はのちにレイヴン、シャドー達によって処分されてしまった。

### レッドホーン夜間強襲型
| レッドホーン夜間強襲型 | レッドホーン夜間強襲型 |
| ---------------------- | ---------------------- |
| 所属                   | ガイロス帝国           |
| 分類                   | スティラコサウルス型   |

書籍『ゾイドバトルワールド』に掲載された改造機体。背部と頭部に大型のサーチライトやフラッシュライトを持ち、部隊の先陣で活躍する。
初出は『小学二年生』1999年12月号。
作中の活躍
漫画『ゾイドバトルストーリー』およびその再掲である『ゾイドバトルワールド』「改造ジェノザウラーの逆襲」に登場。ジェノザウラーSの随伴機として、アイアンコング遠方射撃攻撃型とともにバンたちに立ち向かったが、火山の噴火に巻き込まれている。

### レッドホーン・ディフェンサー
『小学五年生』2000年5月号に掲載された改造レッドホーン。頭部フリル部にパーツが増設されたほか、クラッシャーホーンが大型化。背部にはレーダーが追加され、リニアキャノン上部の武装は変更されている。また、尾部にはアサルトユニットのスタビライザーが取り付けられている。機体色は迷彩色に変更されている。
『ゾイド改造マニュアル』ではスチル写真においてライガーグロリアスの砲撃を受けている。

### レッドホーンGC（ガトリングカスタム）
| レッドホーンGC | レッドホーンGC |
| -------------- | --- |
| 所属           | ガイロス帝国 |
| 武装           | クラッシャーホーン 地対地ミサイルポッド 対ゾイド3連装リニアキャノン 高圧濃硫酸噴射砲 80mm地対空2連装ビーム砲 TEZ20mmリニアレーザーガン×2 AEZ20mmビームガン×2 全天候3Dレーダーアンテナ×4 複合センサーユニット 赤外線レーザーサーチャー ビームガトリングガン ビームランチャー |
| 主な搭乗者     | ペール・ジョルドット |

ZAC2099年に行われたガイロス帝国軍の次期主力ゾイドコンペに参加した機体。装備・内部機関および装甲を強化。外観はダークホーンに類似する。
第二次大陸間戦争時代においてはディオハリコンの不足により、多くのダークホーンをこのタイプに仕様変更している。ガイロス帝国軍突撃部隊のエース機として実験的に投入された。
武装・装備
ビームガトリングガン
第一次大陸間戦争時代におけるハイブリットバルカンと同形状の兵装であるが、ディオハリコンを用いない仕様へと変更されている。
その破壊力は共和国軍の中型ゾイド2機を一度に撃ち抜き、岩山を消滅させることも可能。
ビームランチャー
第一次大陸間戦争時代における集束ビーム砲と同形状の兵装。
作中の活躍
ZAC2100年1月にセイバータイガーATとともに競合機としてジェノザウラーと模擬戦を行ったものの、撃破されている。

### レッドホーンBG（ビームガトリング）
| レッドホーンBG | レッドホーンBG |
| -------------- | --- |
| 所属           | ガイロス帝国軍・重砲隊 |
| 配備数         | 1500機(ガイロス帝国・ZAC2100年秋時点) |
| 全長           | 20.8m |
| 重量           | 102.0t |
| 最高速度       | 130km/h |
| 武装           | クラッシャーホーン 地対地ミサイルポッド 対ゾイド3連装リニアキャノン 高圧濃硫酸噴射砲 80mm地対空2連装ビーム砲 TEZ20mmリニアレーザーガン×2 AEZ20mmビームガン×2 全天候3Dレーダーアンテナ×4 複合センサーユニット 赤外線レーザーサーチャー ビームガトリングガン ビームランチャー |
| 主な搭乗者     | ギルバート（フューザーズ） |

レッドホーンにCP-03 ビームガトリングガンを装備した火力強化型。第二次大陸間戦争の開戦当初は経済的・技術的な事情で採用を見送られていたビームガトリングガンであったが、戦争の激化に伴い再び採用される運びとなった。ダークホーンと同等の性能を有する。火力は約2倍になったが運動性は低下したとする資料もある。
武器名称などに些細な差異があるものの、ゲーム『ZOIDS2 ヘリック共和国VSガイロス帝国』や『ゾイドタクティクス』にも同じ機体名称で登場している。
武装・装備
ビームガトリングガン
レッドホーンGCと同じく、ビームランチャーと合わせてダークホーンと同等の装備を再現したガトリング砲。
ビームランチャー
レッドホーンGCと同じ兵装。

### サンダーホーン
| サンダーホーン THUNDER HORN | サンダーホーン THUNDER HORN |
| --------------------------- | --------------------------- |
| 番号                        | EZ-004SH                    |
| 所属                        | ガイロス帝国                |
| 全長                        | 27.8m                       |
| 全高                        | 10m                         |
| 重量                        | 120t                        |
| 最高速度                    | 145km/h                     |

ホビージャパン2001年5月号に掲載された改造機体。レッドホーンと共和国のマッドサンダーのデータをベースに開発されたトリケラトプス型ゾイドで、小型マグネーザーを装備。マグネーザーを装備するために出力が強化されており、副次的に機動性が向上している。この機体の研究成果が後のバーサークフューラーに搭載されたバスタークローの開発に生かされている。元々はキット没案の一つで、ホビージャパン誌掲載の他の作例とともにゾイドバトルカードゲームにてプロモカードとして登場した。

### レッドホーンRUS（ルドルフスペシャル）
ゲーム『ゾイドカードコロシアム』に登場。レッドホーンをルドルフのカードによってバリエーションチェンジさせて出現させることが可能となる。機体色は金。

### グリーンホーン
| グリーンホーン GREEN HORN | グリーンホーン GREEN HORN |
| ------------------------- | --- |
| 所属                      | ヘリック共和国 |
| 分類                      | スティラコサウルス型 |
| 全長                      | 20.8m |
| 全高                      | 7.6m |
| 重量                      | 94t |
| 最高速度                  | 130km/h |
| 乗員人数                  | 3名 |
| 武装                      | 大口径三連電磁突撃砲 接近戦用ビーム砲×2 連装突撃ビーム砲×2 高速キャノン砲×2 中口径加速ビーム連装対空砲 全天候自己誘導ミサイルランチャー 高圧濃硫酸噴射砲 大型赤外線・レーザーサーチライト AZハイデンシティビームキャノン |

レッドホーンのヘリック共和国軍仕様。機体色は濃緑色。長引く戦いでヘリック・ガイロス両軍は兵器やゾイドを消耗し、戦場で鹵獲したゾイドをも実戦投入していった。このグリーンホーンもカラーリングと認識コード以外、レッドホーンとの変更点は無いため、性能的にはほぼ同じ仕様となる。
初出のウェブコミックZOIDS妄想戦記「濃緑の盾」では、中央大陸戦争時代にゼネバス帝国が開発した機体を共和国軍工作員のダスティン大尉とシャーリー大尉が逃走用に偶然奪取したもの。同作とゲーム『ゾイドタクティクス』では、腰部にブレードライガー用のアタックブースターを搭載。機体性能自体はオリジナル機そのままだが、試験的に反荷電粒子シールドを搭載しているほか、ハイデンシティビームキャノンにより総合火力も向上している。なお、「公式ファンブック4」ではアタックブースターなどを装備していないグリーンホーンが共和国側の機体として参戦しているが、同一の個体かは不明。

### グリーンホーンAB（アタックブースター）
グリーンホーンのアタックブースター仕様。

### レッドホーン・ボーン
| レッドホーン・ボーン RED HORN BONE | レッドホーン・ボーン RED HORN BONE |
| ---------------------------------- | ---------------------------------- |
| 所属                               | ヤ・ハン国                         |
| 分類                               | スティラコサウルス型               |
| 主な搭乗者                         | アム                               |

『ゾイドジェネレイションズ』に登場するスティラコサウルス型ゾイド。ヤ・ハン第一王女・ソナの付き人であるアムの乗機。骨を思わせる白い装甲からこの名が付けられた。恐竜博2005で限定販売されたレッドホーンとカラーリングは同一である。

### レッドホーンホロテック
『ゾイドジェネレイションズ』に登場。全身透明のレッドホーン。

### メタルホーン
| メタルホーン METAL HORN | メタルホーン METAL HORN                        |
| ----------------------- | ---------------------------------------------- |
| 分類                    | スティラコサウルス型                           |
| 全長                    | 20.8m                                          |
| 全高                    | 7.6m                                           |
| 全幅                    | 7.2m                                           |
| 重量                    | 94t                                            |
| 最高速度                | 130km/h                                        |
| 乗員人数                | 1名                                            |
| 武装 装備               | 連装突撃ビーム砲x4 2連ロングミサイルランチャー |

『ZOIDS concept art』に登場する白銀のレッドホーンで、皇帝の血を引き騎士道精神があるエースパイロット専用機。concept art2のメカニックファイルには、背中に「BARRET」という名前の記載されたスーツを着たパイロットが描かれている。
ゲーム『ZOIDS Material Hunters』でも登場。ゲームの仕様上、武装強化バリエーションは多いが、公式Tweetでは2連キャノン砲搭載型が紹介されている。ゲームは既にサービス終了しているが、2018年10月時点で製品化（キット）などは行われていない。
作中の活躍
concept art2では、停戦協定を破って共和国首都に侵攻する帝国軍主力の電撃作戦に参戦。共和国軍のマメンチサウルスを撃破、シールドライガー、グスタフ、ゴジュラスなどと交戦した。
concept art3では、共和国軍の攻撃で陥落したダリオスからの撤退戦で殿を務め、大平原オベリア防衛戦や帝国首都防衛戦で共和国トラップ遊撃隊のシールドライガーと激突している。
武装・装備
連装突撃ビーム砲・2連ロングミサイルランチャー
通常型（タカラトミーのキット版）のレッドホーンとは異なる回転式砲塔が背中に搭載されており、連装ビーム砲やミサイル発射筒と思しい形状をしている（作中でも発砲シーンが確認できる）。

## ダークホーン
| ダーク・ホーン DARK HORN | ダーク・ホーン DARK HORN |
| ------------------------ | --- |
| 番号                     | DPZ-10(旧) EZ-004GC(新) |
| 所属                     | ガイロス帝国(暗黒軍) |
| 分類                     | 恐竜型 |
| 全長                     | 20.1m20.8m |
| 全高                     | 13.5m |
| 全幅                     | 8.3m |
| 重量                     | 115t |
| 最高速度                 | 130km/h |
| 乗員人数                 | 3名 |
| 主な搭乗者               | ガイロス帝国一般兵 カール・リヒテン・シュバルツ（ゾイド -ZOIDS-） マルクス（ゾイド -ZOIDS-） クーリム・リン（バトルストーリー） シュテルマー |
| 武装                     | ハイブリットバルカン砲×6 集束ビーム砲 大口径三連電磁突撃砲 全天候3Dレーダー 中口径加速ビーム連装砲 高圧濃硫酸噴射砲 高速キャノン砲×2 連装突撃ビーム砲×2 全天候自己誘導ミサイルランチャー 大型赤外線・レーザーサーチライト 接近戦用ビーム砲×2 |
| 武装(HMM)                | クラッシャーホーン バイトファング ハイブリッドバルカン 対ゾイド3連装リニアキャノン 80mm地対空2連装ビーム砲 収束ビーム砲 地対地ミサイルポッド 高圧濃硫酸噴射砲 連装突撃ビーム砲×2 マルチランチャー×6 4連装マルチミサイルランチャー×2 TEZ20mmビームガン×2 AEZ20mmビームガン×2 センサーユニット 大型サーチライト×2 赤外線レーザーサーチャー 複合センサーユニット レーダーユニット 大型赤外線・レーザーサーチライト 冷却ユニット×2 スパイクプレート×4 ショック吸収スキッド ドライバーズコックピット ガンナーコックピット×2 エネルギーチューブ ウェポンプラットホーム |

第一次大陸間戦争時代に開発された機体で、レッドホーンのガイロス帝国（暗黒軍）仕様。
レッドホーンからは出力、装甲・火器類が強化されている。暗黒大陸特有の鉱物に多く含まれる特殊物質「ディオハリコン」を食料として摂取させており、胴体の内部はディオハリコンが体内で細胞に合成される際の効用によって薄緑色に発光し、この時に産出されるエネルギーは各種火器に充てられる。高い運動性や突撃能力も持ち合わせている。
ZAC2056年の惑星Zi大異変以降は、経済的・技術的な問題で生産が打ち切られ、ほとんどのダークホーンはガイロス帝国バージョンのレッドホーンに改修された。その後、西方大陸戦争が激化したためにビームガトリングガン装備の必要性が再び迫られ、帝国突撃部隊のエース機に再び導入された。そのため、同時代においてダークホーンの配備数は少数に留まり、同じ性能のレッドホーンBGが量産されている。
武装・装備
構成は新規のハイブリットバルカン砲、集束ビーム砲とレッドホーンから引き継いだものの混合。
装備配置は高速キャノン砲を除き、火力を全方位に振り向けていたレッドホーンと異なり、ハイブリットバルカンを中心に従来あった火器も同軸に設置する方式へと変更された。
ハイブリットバルカン砲
本体背部に装備される。ディオハリコンのエネルギーを溜めて一気に放出する断続発射方式で、その破壊力はカノンフォートを2機同時に葬ることも可能であるが、マッドサンダーに対しては有効打とならない。
集束ビーム砲
ハイブリットバルカン側面に搭載されるビーム砲。
大口径三連電磁突撃砲
レッドホーンから引き継いだ装備。ハイブリッドバルカン右側面に配置が変更された。
全天候3Dレーダー
集束ビーム砲側面に装備される。
中口径加速ビーム連装砲
レッドホーンから引き続き装備。集束ビーム砲とハイブリットバルカンの間に挟まれる形で設置される。
高圧濃硫酸噴射砲
大口径三連電磁突撃砲の側面に装備される。
高速キャノン砲
レッドホーン同様尾部に装備される。
連装突撃ビーム砲
レッドホーンから引き続きフリル部に装備される。
全天候自己誘導ミサイルランチャー
集束ビーム砲上面に装備。
大型赤外線・レーザーサーチライト
尾部先端に装備。
接近戦用ビーム砲
レッドホーンより引き続き装備される。集束ビーム砲とハイブリットバルカンに1基ずつ分散して配置されている。

### 作中での活躍
バトルストーリー
『ゾイドバトルストーリー』（小学館）
『新ゾイドバトルストーリー』においては、ZAC2051年10月。第一次暗黒大陸上陸作戦の際、そのハイブリッドバルカンでカノンフォートを2機同時に撃破してみせた。さらには二機の突撃によって輸送船型改造ゾイド、シーマッドの装甲を貫通する活躍を見せ、上陸作戦の阻止に貢献した。
ZAC2052年6月の共和国軍の第二次暗黒大陸上陸作戦ではタートルシップをハイブリッドバルカンにより撃墜した。
『ゾイド公式ファンブック』（小学館）
『プロイツェンの反逆』、およびその再編集版である『ゾイド公式ファンブック4』においては、ZAC2101年9月のニクス大陸・トリム高地の共和国前線基地で行われたロブ・ハーマンとカール・リヒテン・シュバルツの会談では、ライトニングサイクスとともにシュバルツの護衛として随伴した機体が登場した。だがライガーゼロイクスに撃破されている。
また、同年10月下旬のセスリムニルの戦いでは、停戦勧告を行うハーマンやシュバルツらに随行する機体の中に本機の姿が見られた。
アニメ
アニメ『ゾイド -ZOIDS-』では、シュバルツ専用機を筆頭に様々な機体が登場したが、基本的にやられ役で、その意味ではレッドホーンと扱いが変わらなかった。バンのブレードライガーのブレードアタックの他、レイヴンのジェノザウラーに一蹴され、デスザウラーの鉄杭弾でも動きを封じられたり、荷電粒子砲で消されたりしている。
さらなる強化型であるダークホーンWBも登場し、『ゾイド新世紀スラッシュゼロ』にもハリー・チャンプ専用機（ダークホーン　ハリースペシャル）をはじめとした機体が登場。
ゲーム
『ゾイド黙示録』で初登場。純粋なダークホーンが登場したのはこの作品だけである。
『ZOIDS2 ヘリック共和国VSガイロス帝国』では、新シリーズに合わせたダークホーンが登場するが、入手が難しい。
『ゾイドインフィニティ』では初期機体がレッドホーンで、ランクが上がるとダークホーンも使用可能となる。
『ZOIDS Material Hunters』では、ZOIDS concept art風のアレンジデザインで登場。
『ZOIDS FIELD OF REBELLION』では、プレイヤーが使える中型ゾイドとして登場。ゲームはZOIDS concept artの世界観をベースにしているが、従来のキットをほぼ踏襲するデザインで実装されている。

### バリエーション（ダークホーン）

#### ダークホーンWB
| ダークホーンWB | ダークホーンWB                                        |
| -------------- | ----------------------------------------------------- |
| 所属           | ガイロス帝国軍 バックドラフト団（スラッシュゼロ）     |
| 分類           | スティラコサウルス型                                  |
| 乗員人数       | 1名                                                   |
| 主な搭乗者     | レイヴン（ゾイド -ZOIDS-） アルタイル(スラッシュゼロ) |
| 武装           | クラッシャーホーン Wバルカンユニット 高圧濃硫酸噴射砲 |

背面基部を改良し、ビームガトリングガンを2基装備して攻撃力を向上させた強化型。アニメーションの登場CGでは角部も2本に増設されている。
アニメ『ゾイド -ZOIDS-』第42話ではレイヴンが搭乗し、ブレードライガーや帝国軍と交戦。最終的に稼働不能となったもののアイアンコングをも撃ち倒す力を見せた。これに先立つ第30話ではマクマーン邸の守備ゾイドとして登場し、マクマーンの元恋人であるムンベイを追う帝国軍部隊を迎撃・阻止している。この時は角部やガトリング砲身が金色の特別仕様であり、このカラーリングは『ゾイド新世紀スラッシュゼロ』第10話でもアルタイルの乗機として登場した。
『ゾイドフューザーズ』においては第4話でファイヤーフェニックスを攻撃するサベージハンマーの刺客として登場した。
ゲームでは『ZOIDS VS.II』や『ゾイドタクティクス』などに登場している。
製品化は、ホエールキングに付属した塩ビ製ミニサイズフィギュアが唯一。2004年、タカラトミーより限定版キットが発売予告されていたものの中止された。これに替えて通常仕様のダークホーンが「スペシャルエディション ダークホーン」として再発売されているが、箱絵がダブルガトリング仕様のままのイラストになっていた（製品内容と異なる旨の注意書きあり）。このイラストでは、クラッシャーホーンの後ろに増設された小振りの角が描かれている。
呼称
「ダークホーンWB」の呼称はゲーム『ZOIDS VS2』に登場した際のもの。『ゾイドフューザーズ』の公式サイトではダークホーンとも記述される。『ゾイド -ZOIDS-』放送当時のアニメ公式サイトでは「ダブルバルカン仕様」との記述も存在した。

#### ダークホーン ハリースペシャル
| ダークホーン ハリースペシャル DARK HORN HARRY SPECIL | ダークホーン ハリースペシャル DARK HORN HARRY SPECIL |
| ---------------------------------------------------- | --- |
| 番号                                                 | Zi-004GC DPZ-10(HMM) |
| 所属                                                 | チーム・チャンプ（スラッシュゼロ） |
| 分類                                                 | スティラコサウルス型 |
| 全長                                                 | UNKNOWN 20.1m |
| 全高                                                 | UNKNOWN |
| 全幅                                                 | UNKNOWN |
| 重量                                                 | UNKNOWN 126.0t |
| 最高速度                                             | UNKNOWN 130km/h |
| 乗員人数                                             | 1名 |
| 主な搭乗者                                           | ハリー・チャンプ （スラッシュゼロ） |
| 武装                                                 | ダブルクラッシャーホーン バイトファング 超高出力ビームランチャー 6連ガトリングユニット 対ゾイド3連装リニアキャノン TEZ20mmビームガン×2 高圧濃硫酸噴射砲×2 連装突撃ビーム砲×2 マルチランチャー×4 4連マルチミサイルランチャー×2 高機動スラスターユニット×2 冷却ユニット×3 センサーユニット 大型サーチライト×2 スパイクプレート×4 ドライバーズコックピット エネルギーチューブ ウェポンプラットホーム |

アニメ『ゾイド新世紀スラッシュゼロ』第3話で初登場したハリー・チャンプ仕様の改造バリエーション。金色の特注ガトリング砲と特注ビームランチャーを装備し、機動力不足を補うために機体両サイドにはスラスターまで装備している。角やキャップ、レーダーアンテナも金色になっている。かなりの重武装による重量増加に加え、スラスターによる強引な方向転換により、駆動系にかなりの負担がかかることが弱点である。
なお、1機目はバックドラフト団のポルタ率いるチームモルドに他の所有ゾイドごと奪われたうえ、2機目はスピノサパーによって切り刻まれたが、その後も登場する場面が存在し、ハリーは本機を新たに用意したのか、あるいは複数所持していたのかは定かではない。
ゲーム『ZOIDS SAGA2』においてはダークホーンHSという呼称で登場する。ゾイドバトルカードゲームにおける登場時は「ダークホーン・HaS」の呼称が使われた。

## クリムゾンホーン
| クリムゾンホーン CRIMSON HORN | クリムゾンホーン CRIMSON HORN |
| ----------------------------- | --- |
| 番号                          | GRZ-011 |
| 所属                          | ガイロス帝国 |
| 分類                          | スティラコサウルス型 |
| 全長                          | 21.6m |
| 全高                          | 7.2m |
| 重量                          | 103.0t |
| 最高速度                      | 120.0km/h |
| 乗員人数                      | 2名 |
| 主な搭乗者                    | ローアン・ザグーリ クリスティーナ・グルツマッハー |
| 武装                          | デッドクラッシャーホーン 六連装加速荷電粒子偏向砲 対ゾイド3連リニアキャノンアーム×2 AEZ72mm2連ビーム砲×3 TEZ30mm2連ビーム対空砲×2 AEZ20mmビームガン×2 |

『ゾイドリバースセンチュリー』において登場。元々はゼネバス帝国においてレッドホーンの強化改修案として設計がなされていた「レッドデッドホーン」であったが、惑星Zi大異変によって発生した磁気嵐下における大型ゾイドの稼働実験用として、ガイロス帝国によって仕様変更がなされた。同環境に対応すべく、オーバーテクノロジーを導入。さらには各種兵装のアップデートも施され、クリムゾンホーンとして生まれ変わった。背部には多数の装甲砲塔を備えており、さらに可動式リニアキャノンを内蔵された格闘用アームによって接近戦にも充分に対応可能となっている。元ゼネバス系将兵の士気を鼓舞するため、ダークホーンのような漆黒ではなく敢えて深紅の塗装を施している。
『HMM（ハイエンドマスターモデル）におけるクリムゾンホーン』
惑星Zi大異変後に40年近くにわたって続いたゾイドを行動不能とさせる磁気嵐環境下において、活動可能な局地戦戦闘用の試作ゾイド。ゾイドコアには磁気嵐対応用の調整が施されており、磁気エネルギーを取り込むことでエネルギー変換システムがパワーを発生させ、そのエネルギーから重力コントローラーを作動し機体を軽量化させる能力を有していたが、その磁気嵐が去った後は機体を駆動させることができなかったことや、採用していた最新技術が西方大陸戦争時において無用の長物となったことから姿を消したとされている
武装・装備
デッドクラッシャーホーン
鼻先の角。突撃後はアームで敵機を取り押さえ、このヒートホーンで貫く。
六連装加速荷電粒子偏向砲
ホーンレット。各方向へ可動する加速荷電粒子偏向砲である。ここからは偏向シールドを展開することも可能で、絶大な突撃力と鉄壁の防御力を獲得している。バリエーションに応じてミサイルやガトリング砲といった装備に換装可能。
対ゾイド3連リニアキャノンアーム
背部に装備された、連装砲付きのマニピュレーター。アームは小型ゾイドであれば接近戦に十分対応する。
AEZ72mm2連ビーム砲
背部前面に2基、後端に1基装備。
TEZ30mm2連ビーム対空砲
背部側面に装備。
AEZ20mmビームガン
尾部先端の左右に装備。
製作エピソード
デザインはマーシーラビットが担当した。電撃ホビーマガジン誌の協力キットとして企画され、仮称段階ではRED DEAD HORNと呼ばれていた。当初はレッドホーンのキットをリデコレーションしたアンキロサウルス型のゾイドが提出されたが、これはストーリーにおけるライバル機としての個性が弱かったことからレッドホーンの改装機となった。マーシーラビットは検討段階でネックフリル部の装備をガトリング砲などに換装可能とする案や、脇腹部にミサイルポッドが格納可能とする案、尾部のパーツがダチョウ型のコマンドゾイドとなる案を提出しているが、製品版でこれらは採用されていない。
また、製品開発段階ではマーシーラビットの手によってガトリングを装備した「重兵装仕様」や「ガイロス親衛隊仕様」「突撃工兵仕様」、「ガイロス皇帝専用機」などといったバリエーションも描かれていた。

### バリエーション（クリムゾンホーン）

#### レッドデッドホーン
ゼネバス帝国時代に開発が行われていたレッドホーンの改修案で、装甲の強化に加え、火力を前面に配するなど一点突破力を重視している。レッドホーンの最大戦闘速度の観点から、ゼネバス帝国兵器開発局においては後のクリムゾンホーンと細部を除き同様の外観を持つ改修案が検討されている。
デザインはマーシーラビットによって描かれたクリムゾンホーンの仮段階のもので、脇腹部には横方向に展開する格納式ミサイルも持つ。

#### クリムゾンホーン・ガイロス皇帝専用機
電撃ホビーマガジン2009年5月号に掲載されたバリエーション。白色に塗り直され、リニアキャノンアーム部にランスを装備。尾部にはダチョウ型コマンドに変形する偵察コクピットを持つ。デザインはマーシーラビットの手によるもの。デザインはクリムゾンホーン製品開発時のバリエーションとして描かれていた「ガイロス皇帝専用機」を転用したものである。

#### クリムゾンホーン秘密警察仕様
電撃ホビーマガジン2009年6月号に掲載されたバリエーション。無人のジークドーベルを無線誘導する機能を付加された黒色のクリムゾンホーン。
僚機にはディオハリコンをコアに直接充填しコアを活性化する機能を付加されたジークドーベルが用意されているが、開発責任者の失踪から同機能は廃案になったともされる。